# Шоркасы (Вурнарский район)
Шоркасы́ (чув. Шуркасси Ишек) — деревня в Вурнарском районе Чувашской Республики. Входит в состав Шинерского сельского поселения.

## География
Находится в центральной части Чувашии, на расстоянии приблизительно 14 км на северо-запад по прямой от районного центра посёлка Вурнары на левом берегу речки Большой Цивиль.

## История
Известна с 1858 года как околоток деревни Яндобы (ныне не существует) с 244 жителями. В 1906 году было учтено 63 двора и 372 жителя, в 1926 — 84 двора, 408 жителей, в 1939 — 441 житель, в 1979 — 292. В 2002 году было 76 дворов, в 2010 — 63 домохозяйства. В 1931 году был образован колхоз «Социализм».

## Население
Постоянное население составляло 169 человек (чуваши 100 %) в 2002 году, 150 — в 2010.